# Д’Аренберг, Шарль
Шарль д'Аренберг (фр. Charles d'Arenberg; 22 февраля 1550, Волленховен (Фрисландия) — 18 января 1616, Ангьен), граф и князь д'Аренберг и Священной Римской империи — военный и государственный деятель, и дипломат Испанских Нидерландов.

## Биография
Сын Жана де Линя, князя д'Аренберга, и Маргариты де Ламарк. Его крестным отцом был император Карл V.
В октябре 1569 был направлен в посольство к Карлу IX и Екатерине Медичи с поздравлением по случаю победы при Монконтуре.
4 июля 1570 Филипп II, в знак признания заслуг Жана де Линя, передал его сыну ордонансовую роту Жана из 50 тяжеловооруженных всадников и ста стрелков. Король намеревался назначить Шарля губернатором провинции Утрехт, но столкнулся с возражениями герцога Альбы, указавшего на то, что граф слишком молод и неопытен для занятия столь важной должности.
В том же году Шарль д'Аренберг отправился в Испанию с флотилией, доставившей королю Филиппу его четвертую жену, Анну Австрийскую. В ходе его пребывания при дворе был снова поднят вопрос о назначении губернатором; также говорили о должности капитана стрелков королевской гвардии, вакантной после казни графа ван Хорна.
Король отложил решение о должностях на другое время, и снова отправил Шарля в Париж для поздравлений Карлу IX, жена которого Елизавета Австрийская 27 октября родила дочь. Наблюдатели, в том числе французский посол в Мадриде сеньор де Сен-Гоар, считали Аренберга способным молодым человеком, но слишком свободным в речах, что вызывало сомнения в его пригодности в качестве губернатора.
Покинув французский двор, граф вернулся в Нидерланды, куда вскоре должен был прибыть новый наместник, дон Луис де Рекесенс. Этот вельможа поручил Аренбергу сообщить о его вступлении в должность императору, императрице и князьям императорского дома, а также герцогам Баварии, Лотарингии, Вюртемберга, архиепископам Кёльна, Майнца и Трира (декабрь 1573).
Дипломом от 5 марта 1576 император Максимилиан II снова возвел в ранг имперского княжества графство Аренберг, а 11 ноября на Регенсбургском рейхстаге князья постановили, что принцы-графы Аренберги будут занимать места сразу после князей Водемонского дома.
Во время волнений в Нидерландах, начавшихся после смерти Рексенса, Шарль д'Аренберг старался держаться в стороне, и удалился в принадлежавшую его матери сеньорию Мирварт в герцогстве Люксембургском. Тем не менее, после прибытия Хуана Австрийского в Нидерланды (6 декабря 1576) Аренберг был вынужден нанести визит новому наместнику, когда тот проезжал мимо Мирварта. Дон Хуан оказал ему достойный прием, и Шарль согласился отправиться в новое посольство к императору и имперским князьям. Маргарита де Ламарк безуспешно пыталась воспрепятствовать этой поездке, так как новый наместник еще не был утвержден в должности.
По возвращении из Германии Аренберг нашел дона Хуана в Брюсселе, где тот был признан Генеральными штатами в качестве штатгальтера. Вскоре новый наместник, недовольный ограничением своих полномочий, внезапный нападением захватил Намюрский замок (24 июля 1577), что привело к возобновлению гражданской войны. Шарль д'Аренберг, так же как и герцог ван Арсхот, принц де Шиме и графы дю Рё и де Фокемберг, сопровождал дона Хуана в этом предприятии, после чего отправился в Мирварт, а оттуда в свое княжество. Его положение осложнилось, так как в Брюсселе намеревались конфисковать владения его и его матери, в случае, если Аренберг не вернется на сторону Штатов.
В Брюсселе потребовали, чтобы князь в короткий срок принял командование своей ротой, по поводу чего Аренберг вступил в переписку с Хуаном Австрийским, которому пообещал хранить верность королю. Маргарита де Ламарк под разными предлогами сумела удержать сына возле себя.
Сменивший дона Хуана Алессандро Пармский был недоволен поведением графини д'Аренберг и ее сына. После смерти графа де Реннебурга, 22 июля 1581, стал вакантным пост губернатора Фрисландии и Гронингена, и семейство де Лален, пользовавшееся в то время очень большим влиянием, выдвинуло на эту должность Шарля д'Аренберга. Наместник отказал, но предложил князю подтвердить преданность королю во главе тысячи рейтаров, с которыми Шарль участвовал в осаде Ауденарде. После сдачи города 2 июля 1582 принц Пармский направил Аренберга на Аугсбургский рейхстаг представлять Бургундский округ. По окончании сейма князь получил новое задание. Архиепископ Кёльнский Гебхард Трухзес, воспользовался Аугсбургским исповеданием для того, чтобы жениться, и при этом хотел сохранить курфюршество, намереваясь ввести в нем протестантизм. Капитул и магистрат воспротивились его планам, и тогда прелат взялся за оружие. Аренбергу было поручено прибыть в Кёльн с предложением помощи от короля Испании. За ним следовал отряд пехоты и кавалерии, командуя которым, князь содействовал военным операциям, в результате которых Трухзес был изгнан в Голландию.
В это время граф Гогенлоэ, командовавший одним из подразделений голландской армии, попытался захватить Зютфен, незадолго до этого занятый испанским капитаном Хуаном Вердуго. Аренберг отправился на помощь осажденным и заставил Гогенлоэ отступить.
В июне 1584 его полк восстал, изгнал офицеров и укрепился близ Керпена. Отправившись к Фарнезе, Аренберг участвовал в осаде Антверпена. После того, как в сентябре 1585 город капитулировал, наместник поручил князю с шестью немецкими ротами оккупировать предместье Боргераут.
9 октября 1584 Филипп II пожаловал Шарля д'Аренберга в рыцари ордена Золотого руна; орденскую цепь тот получил из рук герцога Пармского 27 апреля 1586 в Брюссельском дворце. 8 мая 1586 король назначил его одним из шефов финансов.
В 1587 году содействовал Фарнезе в осаде Слейса. Он занимал форт Бланкенберг с тремя сотнями конных и некоторым числом пехоты, когда 2 августа граф Лестер появился перед этим укреплением с семью тысячами пехотинцев, шестьюстами всадниками и тремя орудиями. Крепость была хорошо защищена, и Лестер повел атаку недостаточно энергично, а затем Фарнезе пришел на помощь и англичане той же ночью отступили, потеряв 50 человек. 4 августа Слейс капитулировал, и Аренберг был назначен там командующим.
В том же году Филипп II принял решение о завоевательной экспедиции в Англию. Командовать войсками было поручено Фарнезе, которого в должности штатгальтера должен был сменить граф фон Мансфельд. На случай, если бы тот отказался, принц предложил королю в качестве заместителя Шарля д'Аренберга.
После поражения Непобедимой армады Фарнезе в феврале 1588 направил в Брюгге Аренберга, президента Ришардо и Фредерика Перрено, сеньора де Шампанье, для переговоров с комиссарами королевы Елизаветы о восстановлении мира между коронами.
В 1590 году Шарль д'Аренберг участвовал в походе Алессандро Пармского во Францию для освобождения Парижа, осажденного Генрихом IV. Его действия в ходе этой кампании были отмечены в благодарственном письме короля от 1 марта 1591.
В 1592—1593 годах был статхаудером и капитан-генералом Гелдерна.
Эрцгерцог Альбрехт по прибытии в Нидерланды назначил Аренберга дворянином своей палаты. Став сувереном провинции, он последовательно назначил Шарля государственным советником (15.10.1599), адмиралом и генерал-капитаном на море (25.10.1599), и великим сокольничим (29.05.1600). После заключения Вервенского мира 2 мая 1598, Аренберг был послан в Париж вместе с герцогом ван Арсхотом, доном Франсиско де Мендосой-и-Кордовой, адмиралом Арагона, президентом Ришардо, доном Луисом де Веласко и секретарем Луисом Веррейкеном, чтобы принять присягу от короля Франции.
После заключения брака Генриха IV с Марией Медичи Аренберг был направлен с поздравлениями, и король оказал ему превосходный прием в Гренобле в сентябре 1600. В это время Генеральные штаты Соединенных провинций приказали отобрать все его имущество, находившееся в их владениях, и продать его в пользу республики. Было даже вынесено позволение убить Аренберга: таким образом власти провинций надеялись отомстить адмиралу католических Нидерландов за расправы фламандских экипажей над голландскими рыбаками, которых бросали в воду, связанными спина к спине. Предполагалось, что либо адмирал сам разрешил такую практику, либо в его власти было предотвратить подобные зверства.
Аренберг участвовал в военных операциях при осаде Остенде. В мае 1603 эрцгерцог Альбрехт направил его к Якову VI Шотландскому, унаследовавшему английский трон. Целью миссии, помимо формальных поздравлений, было начало мирных переговоров между Англией, Нидерландами и Испанией. Аренберг провел в Лондоне пять месяцев (с июня по октябрь). Английские историки, а также де Ту, обвиняют его в участии в заговорах Кобема и Рэли против нового короля. Если верить этим рассказам, нидерландский посол обнадежил заговорщиков переходом короны к Арабелле Стюарт.
По словам Луи-Проспера Гашара, проверить эти слухи невозможно, так как депеши Аренберга в архивах Брюсселя отсутствуют, но, по его мнению, представляется маловероятным, чтобы посол, который активно работал над подготовкой мирного договора с Англией, одновременно с этим готовил диверсию против английского короля.
В 1606 году он получил от Генриха IV сеньорию Ангьен, старинное владение Вандомского дома. В 1612 году, после смерти своего бездетного шурина Шарля III де Кроя, стал герцогом ван Арсхот, князем де Шиме и графом де Бомон (по праву жены).
В 1614 году Альбрехт назначил Шарля д'Аренберга первым комиссаром для обновления законов Фландрии. Аренберг умер 18 января 1616 в замке Ангьен и был погребен в Ангьене в основанном им монастыре капуцинов.

## Семья
При жизни Жана де Линя обсуждался проект женитьбы его сына на дочери графа де Водемона из Лотарингского дома, и герцогиня Пармская предложила королю по этому случаю возвести в ранг княжества баронию Зевенберген, унаследованную графом д'Аренбергом в 1557 году после смерти матери, либо пожаловать ему княжество в Неаполитанском королевстве. Этот брак не состоялся.
В 1570-е годы король хотел выдать за Аренберга мадемуазель де Мерод, наследницу дома де Берг, и  ради этого союза пожаловал ей владения, конфискованные у графа де Берга, умершего в Испании в 1567 году. В 1578 году шла речь о браке с одной из дочерей герцога Клевского.
Жена (4.01.1587, Бомон): Анна де Крой (04.01.1564—25/26.02.1635), герцогиня ван Арсхот, принцесса де Шиме, дочь Филиппа III де Кроя, герцога ван Арсхота, и Йоханны Генриетты ван Халевин
Дети:
- Князь Филипп-Шарль д'Аренберг (18.10.1587—25.09.1640). Жена 1) (1610): баронесса Ипполита-Анна де Комон (ум. 1615), дочь Пьера де Мелёна, принца д'Эпинуа, и Ипполиты де Монморанси-Бур; 2) (1620): Клер-Изабелла де Берлемон (1602—1630), графиня де Лален, дочь графа Флорана де Берлемона и графини Маргариты де Лален; 3) (1632): Мария Клеофа фон Гогенцоллерн-Зигмаринген (1599—1685), дочь графа Карла II фон Гогенцоллерн-Зигмарингена и Элизабет де Паллант, графини ван Кулемборг
- Шарль д'Аренберг (13.11.1588, Барбансон — 21.04.1613, Рим), каноник в Монсе, Майнце, Льеже и других городах, прево церквей Монса в 1604
- Эрнестина д'Аренберг (31.10.1589, Брюссель — 12.06.1623, Абвиль). Муж (13.06.1613, Брюссель): Гийом де Мелён, принц д'Эпинуа (1580—1635)
- Александр де Крой-Шиме д'Аренберг (15.09.1590—16.08.1629), князь де Шиме. Жена (1613): Мадлен д'Эгмонт (1596—1663), дочь графа Шарля д'Эгмонта, принца Гаврского, и Марии де Ланс
- Салентин д'Аренберг (крещен в Брюсселе 16.12.1591 — 15.08.1592, погребен в Ангьене)
- Антуан д'Аренберг (крещен в Брюсселе 21.02.1593 — 5.06.1669, Брюссель; погребен там же), граф де Сенеген, монах-капуцин под именем отца Шарля
- Клер-Клод д'Аренберг (20.08.1594—1670). Муж 1) (10.05.1609): Бертен-Удар Спинола (ум. 1618), граф де Бруэ; 2) (25.02.1622, Ангьен): Оттавио Висконти (ум. 1632), граф ди Гамалеро
- Альбертина-Александрина д'Аренберг (28.05.1596, Брюссель — 19.07.1652, погребена в Ангьене). Муж (10.12.1617): Арман-Филипп де Мерод (1590—1627), маркиз де Трелон
- дочь (р. и ум. 16.07.1597 в Брюсселе, погребена в Ангьене)
- Эжен-Шарль д'Аренберг (крещен в Брюсселе 17.07.1600 — 19.09.1635, Сарагоса), граф де Сенеген,  каноник в Льеже, прево церквей Монса в 1613, затем монах-капуцин под именем отца Дидье
- Доротея-Жанна д'Аренберг (26.11.1601, Гент — 1665). Муж (1628): Филипп-Ламораль ван Хорн, граф ван Уткерке (1602—1654)
- Каролина-Эрнестина д'Аренберг (крещена в Брюсселе 12.09.1606—12.09.1630). Муж 1) (1625): граф Эрнст фон Изенбург-Гренцау (ум. 1664)